# Djuptjärnen (Stora Tuna socken, Dalarna)
Djuptjärnen är en sjö i Borlänge kommun i Dalarna och ingår i Dalälvens huvudavrinningsområde. Sjön har en area på 0,0443 kvadratkilometer och ligger 201,5 meter över havet.

## Delavrinningsområde
Djuptjärnen ingår i det delavrinningsområde (671459-147208) som SMHI kallar för Ovan VDRID = Länsbäcken i Dalälvens vattendragsyta. Medelhöjden är 214 meter över havet och ytan är 13,19 kvadratkilometer. Räknas de 1934 avrinningsområdena uppströms in blir den ackumulerade arean 21 140,59 kvadratkilometer. Avrinningsområdets utflöde Dalälven (Österdalälven) mynnar i havet. Avrinningsområdet består mestadels av skog (73 procent). Avrinningsområdet har 0,66 kvadratkilometer vattenytor vilket ger det en sjöprocent på 5 procent.